# Neoncicola skrjabini
Neoncicola skrjabini är en hakmaskart som först beskrevs av Morosow 1951.  Neoncicola skrjabini ingår i släktet Neoncicola och familjen Oligacanthorhynchidae. Inga underarter finns listade i Catalogue of Life.